# فرانتیشک
فرانتیشک (به چکی: František) ممکن است به یکی از موارد زیر اشاره داشته باشد:
- فرانتیشک برونا
- فرانتیشک چاپ
- فرانتیشک چاپک
- فرانتیشک چلاکوفسکی
- فرانتیشک چرماک
- فرانتیشک چرنیک
- فرانتیشک دودا
- فرانتیشک فدران
- فرانتیشک یاکوبتس
- فرانتیشک یاندا-سوک
- فرانتیشک یژ
- فرانتیشک یونک
- فرانتیشک کابرله
- فرانتیشک کرالیک
- فرانتیشک کوچرا
- فرانتیشک کوپکا
- فرانتیشک لانگر
- فرانتیشک لیستوپاد
- فرانتیشک پلانیچکا
- فرانتیشک پوسپیشیل
- فرانتیشک پروخازکا
- فرانتیشک پرووازنیک
- فرانتیشک رایتورال
- فرانتیشک شافرانک
- فرانتیشک شموکر
- فرانتیشک سوکول
- فرانتیشک اشتامباخر
- فرانتیشک اشترتس
- فرانتیشک استراکا
- فرانتیشک سووبودا
- فرانتیشک تیکال
- فرانتیشک آدرزال
- فرانتیشک ولتسکی
- فرانتیشک ونتورا
- فرانتیشک ولاچیل